# Narkotika

Tabell över olika drogers skadeverkningar.

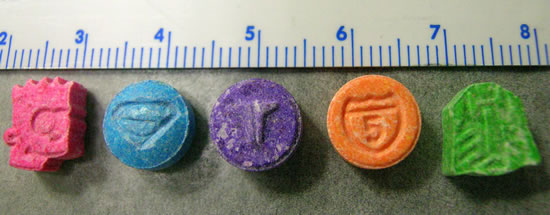
Tabletter som troligen innehåller MDMA.

Narkotika är bedövande eller stimulerande medel som påverkar centrala nervsystemet och kan ge beroende eller skador. Den medicinska termen narkotika innefattar endast sövande och smärtstillande medel – framförallt opioider som morfin och heroin. Inom juridiken syftar narkotika på de substanser som narkotikaklassats av de olika ländernas myndigheter, till exempel Läkemedelsverket i Sverige och därmed kan narkotikabegreppet skilja sig från land till land. I dagligt tal innefattar narkotika oftast alla icke socialt accepterade rusmedel, oavsett legal status eller medicinsk effekt (såvida de inte används som läkemedel), och då används ofta istället slanguttrycket knark. I Sverige innefattar detta de flesta rusmedel förutom lustgas, och etanol, som genomgått en normalisering sedan förbudstiden. Ibland talar man även om att den som missbrukar tyngre droger, till exempel genom sprutor, är narkoman eller knarkare.

## Klassning av narkotika
Klassningen av preparat görs i Sverige av regeringen eller genom att preparatet blir föremål för kontroll enligt en internationell överenskommelse som Sverige har biträtt, t.ex. 1961 års allmänna narkotikakonvention och 1971 års psykotropkonvention.
Den senaste förteckningen är "Läkemedelsverkets föreskrifter (LVFS 2011:10) om förteckningar över narkotika".
För att klassas som narkotika ska ett ämne anses vara hälsofarligt samt beroendeframkallande eller euforiserande. I den officiella klassningen finns det fem undergrupper.
- Förteckning I: Droger som i Sverige anses sakna medicinskt värde, till exempel heroin och vissa hallucinogener. Dessa är förbjudna att tillverka, importera eller sälja. (I t.ex. Storbritannien används dock heroin ofta som smärtstillande medel istället för morfin[3][4])
- Förteckning II–IV: Droger som används medicinskt och kräver import/exporttillstånd, till exempel morfin, amfetamin och bensodiazepiner.
- Förteckning V: Droger som ej omfattas av internationella konventioner och ej kräver import-/exporttillstånd. Svagare opioider, bedövningsmedel och vissa bensodiazepinliknande substanser.

En förteckning över narkotikaklassade läkemedel i Sverige är fogad som bilaga till förordningen (1992:1554) om kontroll av narkotika.

## Medicinsk användning
Medicinsk användning av narkotika med läkares föreskrift (förskrivningsrätt) är den enda som är tillåten enligt lag. All annan användning (langning, innehav och bruk) är förbjuden och kan ge böter eller fängelse.
Läkemedelsbolag som vill börja tillverka narkotikaklassade läkemedel behöver specialtillstånd från Läkemedelsverket.
Människor som behöver narkotikaklassade läkemedel mot smärtor, exempelvis i anslutning till en olycka, under eller efter en operation och i samband med svåra sjukdomstillstånd, som hjärtinfarkt, får dessa läkemedel i de doser som behövs redan på olycksplatsen eller i ambulansen och sedan på sjukhus. Även vid svårare smärttillstånd kan narkotiska läkemedel behövas och då kan de förskrivas av läkare för användning i hemmet. Dessa narkotiska smärtstillare, ofta morfinliknande eller morfinbaserade, återfinns som tabletter, resoribletter, kapslar, injektionsvätska, stolpiller och sirap. Sådan användning blir alltid övervakad men kan ändå leda till ett läkemedelsberoende, särskilt om behandlingstiden är lång, som till exempel vid vissa kroniska sjukdomar där smärtorna är så svåra att smärtbehandlingen blir livslång.
Ett annat exempel då behov av långvarig behandling med narkotiska läkemedel föreligger är vid omfattande brännskador eftersom både skadorna och behandlingarna är mycket smärtsamma. Efterhand som skadorna läks sänks doserna för att vid utskrivningen från sjukhuset vara helt borta ur behandlingen.
Så kallade bensodiazepiner, främst diazepam, används som kramplösande till exempel vid akuta epileptiska anfall samt vid oro inför omfattande operationer. Denna narkotikagrupp samt barbiturater används ofta även inom narkos.
Inom psykiatrin används även narkotikaklassade läkemedel, vanligen bensodiazepiner och benzodiazepinliknande preparat som har en ångestdämpande och sömngivande verkan samt centralstimulantia som metylfenidat och metamina för att förbättra funktionsnivån vid det neuropsykiatriska funktionshindret ADHD.

## Legal införsel
En resande från en av de stater som har tillträtt eller anslutit sig till konventionen om tillämpning av Schengenavtalet av den 14 juni 1985 eller från en stat som antingen slutit avtal om samarbete enligt konventionen med dessa stater eller som efter beslut av Europeiska unionens råd skall tillämpa konventionen, får utan tillstånd föra in narkotiska läkemedel i Sverige, om läkemedlen är avsedda för medicinskt ändamål och den resandes personliga bruk och läkemedlen vid varje enskild inresa medförs i en mängd som står i relation till resans längd och inte i något fall överskrider vad som motsvarar 30 dagars förbrukning.

## Olika beteckningar
Knark är det vanligast förekommande slangordet för narkotika och är så pass vanligt att ordet till stora delar ersatt ordet narkotika. Författaren Birgitta Stenberg hävdar att hon och Paul Andersson myntade ordet i betydelsen narkotika (tidigare kunde ordet betyda "sup" eller "knarrljud") under sin tid i Paris 1950. De lär ursprungligen ha använt ordet som ett täcknamn. Ibland använder pressen (nästan enbart tidningar) uttrycket dödsknark då man på ett förenklat sätt vill beskriva narkotikans farlighet eller informera om nya droger eller droger av dålig kvalité som orsakat dödsfall.
Tjack (från romani via månsing (förbrytarspråket) med betydelsen handelsvara, något man kan stjäla eller sälja; jämför med att tjacka något eller att göra ett intjack) var tidigare ett vanligt slangord för narkotika bland missbrukarna. Innebörden av ordet tjack har kommit att förändras med tiden, och ordet tjack är nu liktydigt med amfetamin. Tjack är även populärt i sammansättningar för att beskriva olika egenskaper hos narkotika.
Uppåttjack används för det mesta synonymt med olika centralstimulantia, främst amfetamin men även kokain, kat, efedrin et cetera.
Nedåttjack berör olika smärtstillande, ångestdämpande och sömntabletter som opiater, bensodiazepiner, barbiturater samt en del andra sedativa (som antipsykosmedicin eller neuroleptika).
Fultjack syftar på amfetamin eller dylik stimulant/nätdrog av låg kvalitet antingen beroende på utspädning eller på att tillverkningen av amfetaminet inte utförts korrekt.